# Sieskarit
Sieskarit är öar i Finland.   De ligger i kommunen Nystad i den ekonomiska regionen Nystadsregionen och landskapet Egentliga Finland, i den sydvästra delen av landet, 210 km väster om huvudstaden Helsingfors.